# Saint-Martin-la-Méanne
Saint-Martin-la-Méanne ist eine französische Gemeinde mit 345 Einwohnern (Stand 1. Januar 2022) im Département Corrèze in der Region Nouvelle-Aquitaine. Die Einwohner nennen sich Saint-Martinois(es).

## Geografie
Die Gemeinde liegt im Zentralmassiv und ist von ausgedehnten Wäldern umgeben, in südöstlicher Richtung ist die Staumauer des Stausees von Chastang (Barrage du Chastang) gut zwei Kilometer entfernt. Tulle, die Präfektur des Départements befindet sich rund 33 Kilometer nordwestlich und Argentat etwa 12 Kilometer südwestlich von Saint-Martin.
Nachbargemeinden von Saint-Martin-la-Méanne sind Gros-Chastang im Norden, Bassignac-le-Haut im Nordosten, Servières-le-Château im Osten, Saint-Martial-Entraygues im Süden, Argentat-sur-Dordogne mit Saint-Bazile-de-la-Roche im Südwesten, Champagnac-la-Prune im Westen sowie La Roche-Canillac im Nordwesten.

## Wappen
Beschreibung: Eine rote Mauer goldverfugt von einem gedrückten goldenen Sparren leicht überdeckt und im hohen blauen Schildfuß ein silberner Fisch in Aufsicht, den Kopf zum grünen Schildhaupt gerichtet in dem zwei silbernen Äpfeln sind.

## Einwohnerentwicklung
| Jahr      | 1962 | 1968 | 1975 | 1982 | 1990 | 1999 | 2007 | 2017 |
| Einwohner | 475  | 532  | 458  | 393  | 362  | 365  | 361  | 340  |

## Sehenswürdigkeiten
- Barrage du Chastang, Stausee der Dordogne und Wasserkraftwerk der Électricité de France